# Pacséry László
Pacséry László, pacséri Tocsek László (Budapest, 1886. április 21. – Budapest, 1945. április 28.) filmdramaturg, feliratíró, forgatókönyvíró.

## Életútja
Szülei pacséri Tocsek Sándor és Gallovits Adél. Öccse Pacséry Ágoston rendező. A Színiakadémiát végezte el, s 1920-tól a filmszakmában dolgozott, a külföldi filmek magyar feliratait szerkesztette. Emellett forgatókönyvírással is foglalkozott és társszerző is volt. Felesége Angyal Erzsébet, leánya Erzsébet 1929-ben született.

## Forgatókönyvei
- Azurexpress (1938)
- Bob herceg (1941, Kőváry Gyulával)
- Fráter Lóránd (1942, Asztalos Miklóssal)
- Négylovas hintó (1942, Kalmár Lászlóval és Undi Imrével)
- Fekete hajnal (1942, Kalmár Lászlóval)